# Банерна сліпота

Стандартні розміри рекламних банерів

Банерна сліпота — явище, за якого відвідувачі вебсайту свідомо чи несвідомо ігнорують інформацію, що нагадує банери; іншими словами, рекламна сліпота, або банерний шум.
Термін «банерна сліпота» введений у 1998 році в результаті тестів на зручність використання вебсайтів, де більшість піддослідних свідомо чи несвідомо ігнорували інформацію, що була представлена у банерах. Інформація, яку не помітили, включала як зовнішні рекламні банери, так і внутрішні навігаційні банери, які часто називають «швидкими посиланнями».
Банери перетворилися на один із домінантних засобів реклами. Близько 44 % коштів, витрачених на рекламу, витрачається на рекламу, яка відвідувачами вебсайту залишається без перегляду. Деякі дослідження показали, що до 93 % оголошень не переглядаються. Перше банерне оголошення з'явилося в 1994 році. Середній показник кліків (CTR) знизився з 2 % в 1995 році до 0,5 % у 1998 році. Після відносно стабільного періоду з 0,6 % кліків у 2003 році CTR відновився до 1 % до 2013 року.
Крім того, уникнення банерів в інтернеті спричинено помилковою вірою рекламодавців у те, що інтернет є засобом для людини виконувати завдання, а не в першу чергу засобом отримання задоволення. Неефективність банерів може бути спричинена нерозумінням людської поведінки рекламодавцями, у тому числі причин чи цілей виходу особи онлайн, необхідність орієнтуватися на сайті, не відволікаючись на нерелевантні та дратівливі реклами, та ставлення до реклами, що спричиняє нераціональне використання банерів і, як результат, банерну сліпоту. Розташування банерів, наявне ставлення до торгової марки, відповідність банерів вебсайту та завданням користувача — важливі аспекти, які впливають на ефективність рекламних банерів та відіграють головну роль у генеруванні кліків.
Це, однак, не означає, що банерна реклама не впливає на глядачів. Глядачі вебсайтів можуть не зважати на рекламу, але вона несвідомо впливає на їхню поведінку. Вміст банера впливає і на бізнес, і на відвідувачів сайту. Розміщення реклами є найважливішим для привернення уваги. Для уникнення явища банерної сліпоти використовують нативну реклама та соціальні медіа.